# José Luis Clerc
José Luis Clerc (Buenos Aires, 16 de agosto de 1958) é um ex-tenista profissional argentino, que é dono de 25 títulos ao longo da carreira. Foi um dos maiores nomes da história do tênis na Argentina. Em termos de ranking, foi quatro do mundo, ficando atrás apenas de Guillermo Vilas, considerado o maior de todos no país.